# Дрейфусс, Лора
Лора Дрейфусс (англ. Laura Dreyfuss; род. 22 августа 1988, Нью-Джерси, США) — американская актриса. Наиболее известна по ролям Мэдисон МакКарти в сериале «Хор», Зоуи Мёрфи в мюзикле «Дорогой Эван Хэнсен» и Макафи Уэстбрук в сериале «Политик».

## Ранняя жизнь и карьера
Дрейфусс обучалась в Бостонской Консерватории. Ранее актриса участвовала в постановке «Волосы», была заменой главной актрисы в мюзикле «Однажды». В настоящее время Лора Дрейфусс играет в мюзикле «Дорогой Эван Хэнсен» роль Зоуи Мёрфи, возлюбленной главного героя. 26 июля 2018 года выпустила свой дебютный сингл «Be Great» под псевдонимом Loladre.

## Фильмография

### Кино
| Год  | Название    | Роль | Примечание   |
| ---- | ----------- | ---- | ------------ |
| 2017 | After Party | Лана | Постпродакшн |

### Телевидение
| Год         | Название                   | Роль             | Примечание          |
| ----------- | -------------------------- | ---------------- | ------------------- |
| 2015        | Хор                        | Мэдисон МакКарти | 6 сезон;11 эпизодов |
| 2018        | Удивительная миссис Мейзел | Дизи             | 2 сезон;2 эпизода   |
| 2019 — н.в. | Политик                    | Макафи Уэстбрук  | основной состав     |

### Театр
| Год          | Название                                  | Роль        | Локация                   | Примечание       |
| ------------ | ----------------------------------------- | ----------- | ------------------------- | ---------------- |
| 2010         | Волосы                                    | Swing       | н/д                       | Национальный тур |
| 2011         | Волосы                                    | Swing       | St. James Theatre         | Бродвей          |
| 2012-13      | Однажды                                   | Девушка     | Bernard B. Jacobs Theatre | Бродвей          |
| 2013         | Однажды                                   | Girl        | Bernard B. Jacobs Theatre | Бродвей          |
| 2013-14      | What’s It All About? Bacharach Reimagined | Исполнитель | New York Theater Workshop | Офф-Бродвей      |
| 2015         | Дорогой Эван Хэнсен                       | Зоуи Мёрфи  | Arena Stage               | Мировая премьера |
| 2016         | Дорогой Эван Хэнсен                       | Зоуи Мёрфи  | Second Stage              | Офф-Бродвей      |
| 2016-present | Дорогой Эван Хэнсен                       | Зоуи Мёрфи  | Music Box Theatre         | Бродвей          |

## Награды
| Год  | Награда                     | Спектакль                             | Номинация                                         | Результат |
| ---- | --------------------------- | ------------------------------------- | ------------------------------------------------- | --------- |
| 2016 | Helen Hayes Award           | Дорогой Эван Хэнсен                   | Лучшая женская роль второго плана                 | Номинация |
| 2017 | Broadway.com Audience Award | Дорогой Эван Хэнсен                   | Лучшая женская роль второго плана                 | Победа    |
| 2017 | Broadway.com Audience Award | Дорогой Эван Хэнсен                   | Любимая пара в спектакле                          | Победа    |
| 2017 | Broadway.com Audience Award | Дорогой Эван Хэнсен                   | Прорыв года                                       | Победа    |
| 2018 | Грэмми                      | Дорогой Эван Хэнсен                   | Лучший альбом для мюзикла                         | Победа    |
| 2018 | Эмми                        | «You Will Be Found» на The Today Show | Выдающееся выступление в дневной программе (Каст) | Победа    |